# 161st Street – Yankee Stadium
161st Street – Yankee Stadium – stacja metra nowojorskiego, na linii 4, B i D. Znajduje się w dzielnicy Bronx, w Nowym Jorku i zlokalizowana jest pomiędzy stacjami 167th Street, 149th Street – Grand Concourse oraz 167th Street i 155th Street. Została otwarta 2 czerwca 1917.